# Cheirogaleus
Cheirogaleus (E. Geoffroy, 1812) è un genere di lemuri di piccola taglia appartenente alla famiglia dei Chirogaleidi.

## Descrizione
Sono lemuri di piccola taglia, dal corto muso volpino e dai grandi occhi incorniciati da un anello di pelo nero o bianco a seconda della specie: le orecchie sono piccole e ovali, le zampe hanno i polpastrelli arrotondati e la coda è lunga almeno quanto il corpo.

## Biologia
La maggior parte delle specie è arboricola, solitaria e notturna: si nutrono prevalentemente di frutti, fiori, occasionalmente di invertebrati, uova o piccoli vertebrati.

## Distribuzione
Il genere Cheirogaleus è endemico del Madagascar.

## Tassonomia
Comprende le seguenti specie:
- Gruppo C. medius
  - Cheirogaleus adipicaudatus - chirogaleo a coda grassa meridionale
  - Cheirogaleus medius - chirogaleo medio
- Gruppo C. major
  - Cheirogaleus crossleyi - chirogaleo di Crossley
  - Cheirogaleus major - chirogaleo bruno
  - Cheirogaleus minusculus - chirogaleo grigio minore
  - Cheirogaleus ravus - chirogaleo grigio maggiore
  - Cheirogaleus sibreei - chirogaleo di Sibree